# Adela Trayter i Colls

Escola Pública de Pàrvuls dirigida per Adela Trayter. 1907

Adela Trayter i Colls (Figueres, 25 de juny de 1874 – Vic, 22 d’abril de 1968) va ser una mestra parvulista de la Bisbal d'Empordà, coneguda com a «Doña Adela», que incorporà a l'escola les noves tendències educatives.

## Biografia
Filla del mestre Esteve Trayter i Colomer i de Maria Colls i Lleonsí, Adela Trayter va estudiar el batxillerat i el magisteri elemental a l’institut de Figueres.
L’any 1891 va aprovar les oposicions a escoles de pàrvuls i el 4 de novembre del mateix any va obtenir la plaça al parvulari de la Bisbal d’Empordà, quan tot just tenia disset anys. Va ser una de les primeres mestres a introduir el mètode Montessori a Catalunya. De fet, l'any 1916 va ser una de les quatre mestres catalanes –una per província– que van gaudir d’una matrícula gratuïta per assistir al curs de tres mesos que impartí la doctora Maria Montessori a Barcelona.
També va ser una entusiasta seguidora de les idees pedagògiques de Jaques-Dalcroze, en plantejar l’aprenentatge de la música a través del moviment. En aquesta mateixa línia, i en col·laboració amb l’Institut de Música i Plàstica de Joan Llongueres, va organitzar diversos festivals escolars. Com a anècdota i en col·laboració amb el músic Magne Bosch de La Principal de la Bisbal, va organitzar la primera cavalcada de Reis i va estrenar una cançó que encara es canta actualment cada 5 de gener.

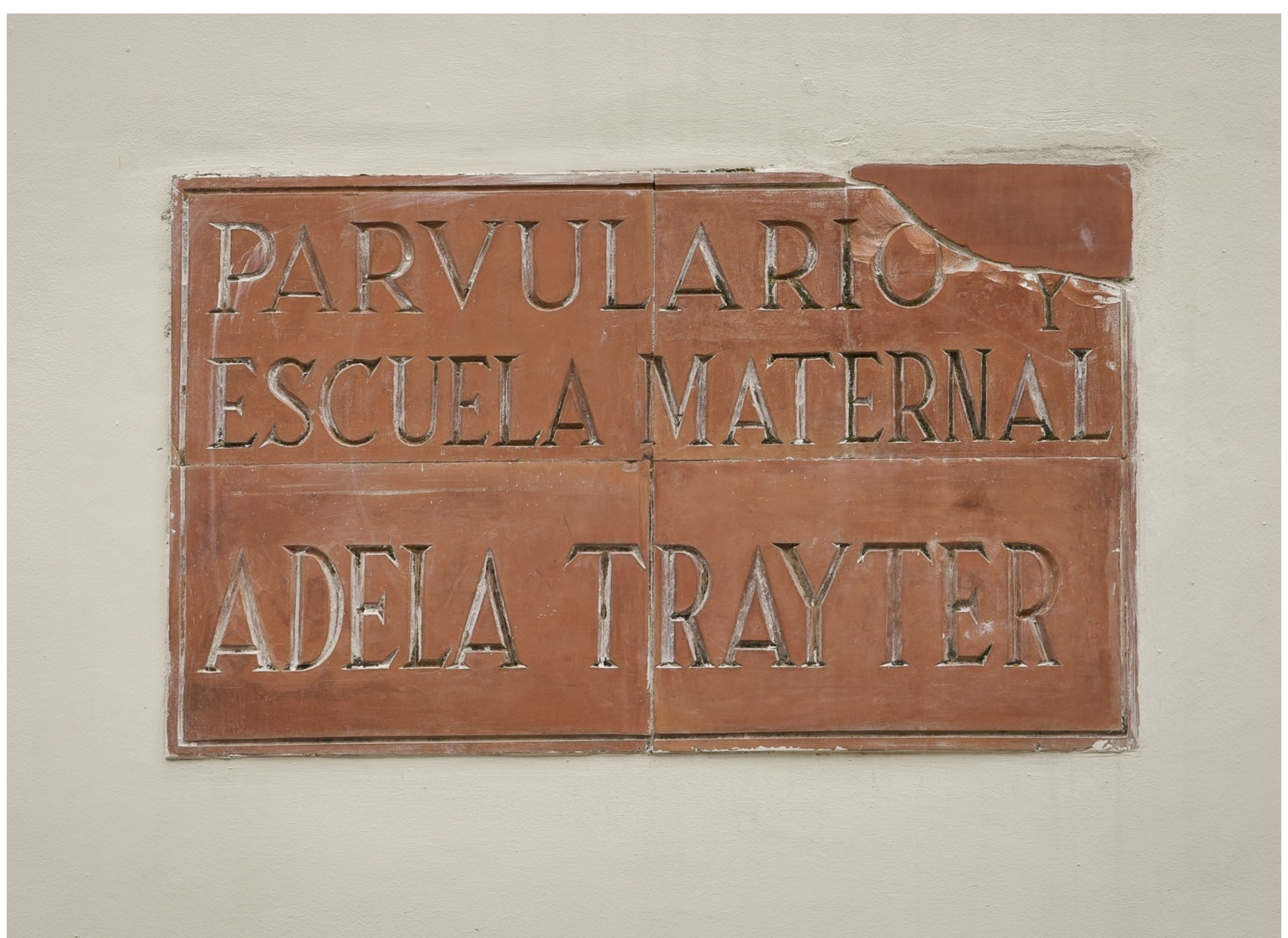
Rètol del parvulari Adela Trayter

El 1914, mentre treballava a la Bisbal, va obtenir el títol de Mestra Superior de l’Escola Normal de Tarragona.
El 31 de gener de 1920 es va casar amb Josep Barceló i Matas, mestre bisbalenc vidu, amb un fill de deu anys i que havia exercit durant molts anys a Palafrugell. L'1 de novembre de 1925 es va traslladar a Barcelona, uns quants mesos després que ho fes la seva família. En aquesta ciutat Adela Trayter va treballar a l’escola Milà i Fontanals sota la direcció de Rosa Sensat, on va poder posar en pràctica, com a la Bisbal, els principis de l'Escola Activa. Pronuncià conferències a l'Escola Normal de Girona i participà com a formadora en la XI Escola d'Estiu (1930), que se celebrà a l'Escola del Treball de Barcelona.
Després de la guerra se li va prohibir tenir cap mena de càrrec directiu, així i tot, va poder exercir la seva professió fins que es va jubilar.

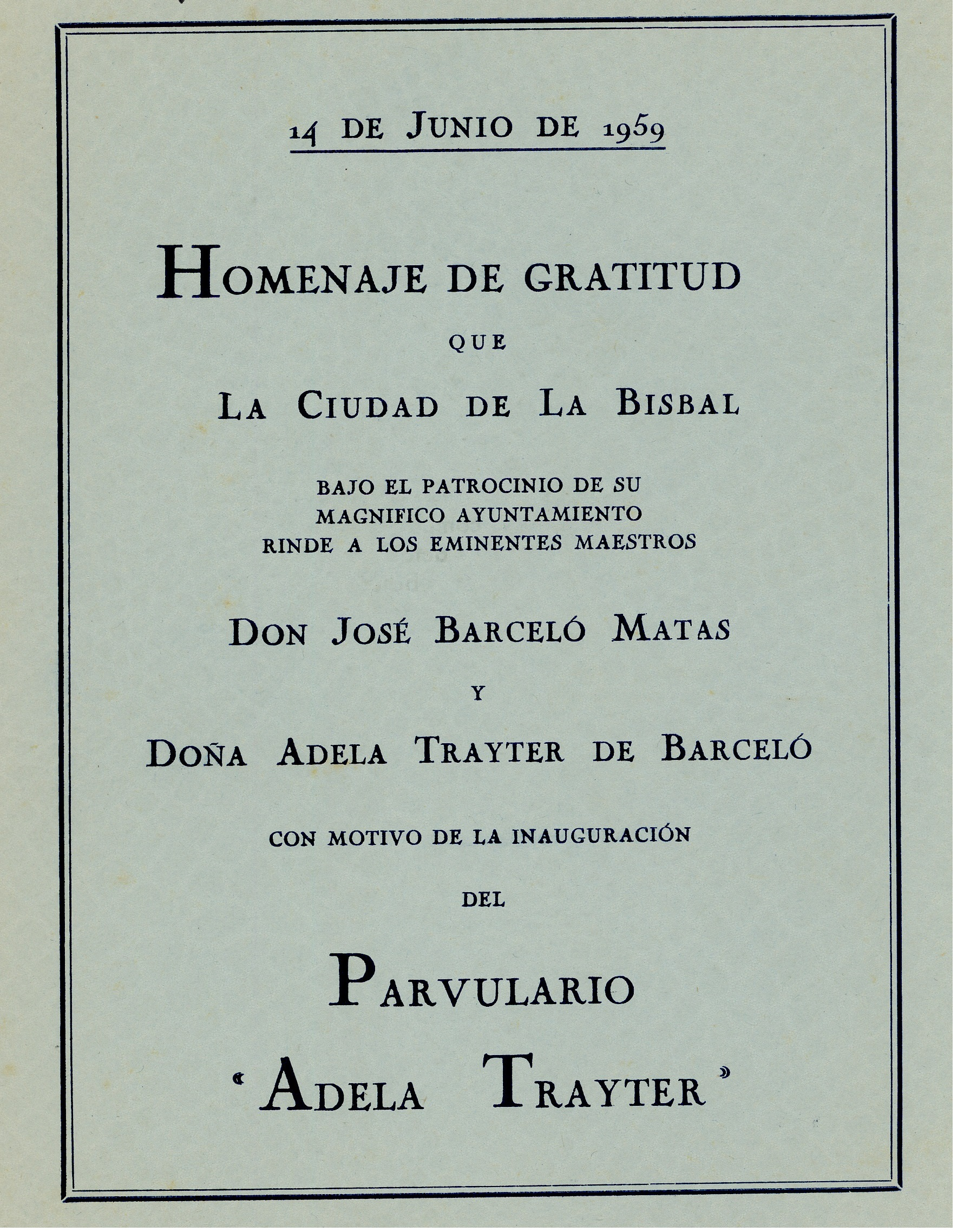
Homenatge a Adela Trayter (la Bisbal, 1959)

## Reconeixement
A proposta de l'Ajuntament de la Bisbal, el 1916 se li va concedir l’ingrés a l’Orde Civil d’Alfons X amb la categoria de Creu.
L’any 1959, entre els actes d’homenatge que se li van fer, l’Ajuntament de la Bisbal d’Empordà la va nomenar «filla adoptiva» de la ciutat i va inaugurar el parvulari Adela Trayter, en un acte en què parlaren els seus alumnes Victòria Vigo, mestra, i Narcís de Carreras, advocat. El seu estat de salut no li va permetre assistir als actes d’aquest homenatge, però la seva casa de Barcelona va quedar inundada de rams de flors d’antics alumnes i d’entitats bisbalenques que li mostraven la seva gratitud.
El 1980 es va donar el seu nom a un carrer de la Bisbal d'Empordà.